# 熱音響効果
熱音響効果（ねつおんきょうこうか）とは熱と音波の相互作用。

## 概要
熱音響効果の原理は古くから知られていた。加熱した釜を使って日本の神社などで祈祷や占いに用いられた文献が多数残る。熱が空気という流体そのものを振動させていて音波を作り出すが、摩擦などの抵抗を伴う機械駆動する部分がないため、原理的に高効率でエネルギー転換が可能とされる。廃熱を利用して冷熱を発生させることが可能か、各国で有効活用する方法が検討されている。

## 応用例

### 熱音響エンジン
熱音響エンジンも参照。熱音響効果によって作動する。

### 熱音響冷却
音が細い穴を通過するフィルター部（スタック）が2箇所設けられた熱音響を起こす管を環状にして連続的に発熱して、一方のスタックを加熱すると、管の中に進行音波が発生して管内を循環してもう一方のスタックでは音が吸熱反応が生じて、周囲から熱を奪う。

## 関連文献
- 富永昭, 「波動冷凍の基礎」『低温工学』 25巻 3号 1990年 p.132-141, doi:10.2221/jcsj.25.132, 低温工学協会
- 矢崎太一, 上田祐樹, 琵琶哲志, 「音を利用して冷やす方法 : 熱音響冷凍機の原理と試作」『日本音響学会誌』 2006年 62巻 2号 p.128-133, 日本音響学会, doi:10.20697/jasj.62.2_128
- 佐藤智明 「スターリングサイクルを応用した熱スピーカーの原理」 『日本機械学会論文集 B編』 76巻 762号 2010年 p.359-361, 日本機械学会, doi:10.1299/kikaib.76.762_359